# Kapitan Dimitrowo
Kapitan Dimitrowo (bułg. Капитан Димитрово) – wieś w Bułgarii, w obwodzie Dobricz, w gminie Kruszari. Według danych szacunkowych Ujednoliconego Systemu Ewidencji Ludności oraz Usług Administracyjnych dla Ludności, 15 czerwca 2022 roku miejscowość liczyła 77 mieszkańców.